# Бурая гаррупа
Бурая гаррупа (лат. Cephalopholis taeniops) — вид лучепёрых рыб из семейства каменных окуней (Serranidae). Морские бентопелагические рыбы. Распространены в восточной части Атлантического океана. Максимальная длина тела 70 см.

## Описание
Тело удлинённое, массивное, несколько сжато с боков; по бокам покрыто ктеноидной чешуёй. Высота тела меньше длины головы и укладывается 2,8—3,3 раза в стандартную длину тела (у особей длиной от 12 до 34 см). Длина головы укладывается 2,7—3,0 раза в стандартную длину тела. Межглазничное расстояние выпуклое. Диаметр глаза меньше длины рыла, укладывается 4,9—5,8 раза в длину головы. Предкрышка закруглённая, с зазубренными краями, нижний край мясистый. Верхний край жаберной крышки сильно выпуклый. Верхняя челюсть без чешуи, её окончание заходит за вертикаль, проходящую через задний край глаза. На верхней части первой жаберной дуге 8—9, а на нижней — 15—17 жаберных тычинок. В спинном плавнике 9 жёстких и 14—16 мягких лучей; мембраны между жёсткими лучами усечены. В анальном плавнике 3 жёстких и 9—10 мягких лучей. В грудных плавниках 16—19 мягких лучей. Брюшные плавники короче грудных их окончания почти доходят до анального отверстия. Хвостовой плавник закруглённый. Боковая линия с 68—75 чешуйками. Вдоль боковой линии 114—122 рядов чешуи, чешуи по бокам тела без дополнительных чешуек.
Основная окраска — красновато-оранжевая. Тело, голова, спинной и анальный плавники покрыты мелкими голубыми точками с тёмной окантовкой. Дистальные края плавников более тёмные. Мягкая часть спинного плавника, анальный и хвостовой плавники с узким голубоватым краем. Под глазом проходит горизонтальная голубая линия. Молодь коричневого или оливкового цвета.
Максимальная длина тела 70 см, обычно до 40 см.

## Ареал и места обитания
Распространены в восточной части Атлантического океана от Марокко до Анголы, включая Канарские острова, Кабо-Верде, Сан-Томе и Принсипи. Морские бентопелагические рыбы. Обитают над песчаными и скалистыми грунтами на глубине от 20 до 200 м. Питаются мелкими рыбами и ракообразными.